# Super Diamono
Super Diamono fue una banda musical de Dakar, Senegal. Fue formada entre 1974 y 1975, con Omar Pene como uno de sus miembros fundadores. El grupo estuvo liderado alternativamente por los cantantes Mamadou Lamine Maïga y Musa Ngum. Comenzó tocando música de África Occidental, pero pronto introdujo música afrocubana y sonidos de influencia pop. Desde 1977 definieron su música como mbalax-blues. En 1979, Ismaël Lô, otro cofundador del grupo, se reincorporó a la banda como guitarrista, pero pronto la dejó nuevamente para continuar una carrera solista. De acuerdo con la revista Billboard, marcaron el «primer estilo pop verdaderamente local» de Senegal. Varios de los miembros iniciales que luego continuaron carreras solistas se desarrollaron en esta banda.

## Miembros
La banda tuvo varios miembros a través de los años, algunos de los cuales fueron los siguientes:

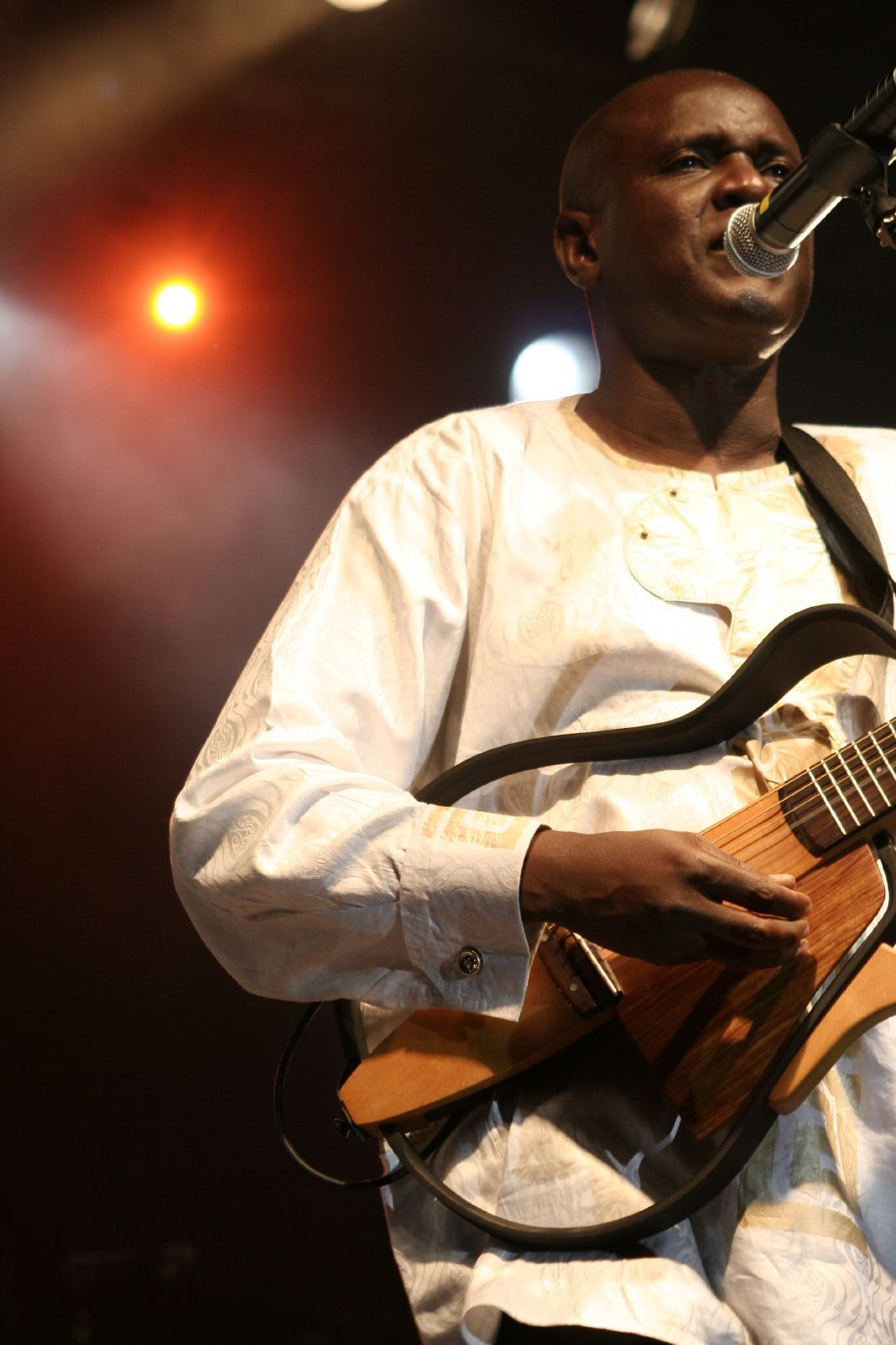
Ismaël Lô en 2007

- Bob Sene (El Hadj «Bob» Sene), bajista y creador de Super Diamono[7]
- Musa Ngum, músico de Gambia con fuertes influencias del njuup o kassack, estilo musical de los Serer[8] In the group, he was known for his great presence on stage and strong vocals.[6][8]
- Mada Ba, cantante por ocho años de la banda.[9]
- Pape Dembel Diop, bajista y miembro fundador de la banda[10]
- Omar Pene, cofundador de la banda.
- Ismaël Lô, cofundador de la banda.[11][2]
- Babacar Dieng (voces)
- Thio Mbaye (percusión y voces)
- Oumar Sow (guitarra)
- Doudou Konaré (guitarra)
- Iba Ndiaye (tecladista)
- Lappa Diagne, llamado El Hadj Ousmana «Lappa» Diagne (batería)
- Mamadou Lamine Maïga, llamado Mamadou Maïga o solo Maïga) (voces)[6][1]
- Cheikh Diange
- Abdou M' Backe
- Amadou Baye
- Aziz Seck
- Baïla Diagne
- Cheikh Sadibou Niasse
- Ibou Konate
- Jean Alain Hedgar
- Lamine Faye
- Moustapha Fall
- Ndiaga Samb
- Papa Basse
- Tonia Lô

## Discografía selecta
- 1979: Géédy Dayaan
- 1986: Cheikh anta Diop
- 1987: People
- 1994: Fari
- 1996: 20 Ans Déjà
- 1997: Nila
- 2001: 25 Ans

## Literatura
- Bauerle, Mirella; Broughton, Simon; Ellingham, Mark; Muddyman, David; Burton, Kim; Trillo, Richard; Woltering, Monika; Mauerle, Mirella (2000). Rough Guide. Weltmusik (en alemán). Metzler. ISBN 3476015327.